# Нейчо Неев
Нейчо Христов Неев е български политик от СДС.

## Биография
Роден е на 9 февруари 1948 г. в село Присадец, Свиленградско. През 1974 г. завършва ВМЕИ „В. И. Ленин“, а след това до 1979 г. работи в електроснабдяване в Шумен и Търговище. От 1980 до 1989 г. е главен енергетик на СК „Кремиковци“.
Член е на Българската комунистическа партия. Сътрудник на Държавна сигурност от 1978 г. с псевдоним „ИВА“, съдържател на явочна квартира, използвана по линия на ВУЗ (по това време в Шумен има филиал на Софийския университет). Снет от оперативен отчет през 1990 г. Досието му е унищожено с протокол през май 1990 г. по време на тайното прочистване на архивите от ген. Атанас Семерджиев. Разсекретен на 4 септември 2007 г. с решение №14 на Комисията по досиетата при проверката на народните представители.
През 1989 г. става член на Клуба за гласност и демокрация. Между 1990 и 1993 г. е член на Координационния съвет на СДС. В 1992 г. става депутат в XXXVI народно събрание от листата на СДС в Шумен, като изборът му не е директен, а влиза в парламента на мястото на Яни Милчаков с решение на ЦИК от 21 септември 1992 г. По това време е член на Федерация на клубовете за гласност и демокрация. В парламента е три месеца, от 21 септември до 30 декември 1992 г., когато след свалянето на правителството на Филип Димитров е избран (след отказ на Александър Александров в последния момент) за заместник-председател на Министерския съвет и министър на транспорта в съставеното с мандата на ДПС правителство на Любен Беров.
На поста вицепремиер и министър, избран в самия край на 1992 г., се задържа до септември 1993 г. За освобождаването му не са посочени причини. След това заема отново мястото си в Парламента. След 1995 г. си създава частен бизнес.
През 1999 г. е арестуван като обвиняем по делото за нарушаване на югоембаргото, наложено през 1992 г. срещу Югославия. Става и подсъдим, но по-късно делото срещу него е прекратено.
Неев е известен с крилатата фраза „Ега ти държавата, щом аз съм ѝ вицепремиер“. Впоследствие той отрича да ѝ е автор. Твърди, че е бил подготвен за министър, защото следял развитието на държавата още от 9-годишен. Поставя висока оценка на дейността си: „Преди да стана министър, всеки месец се блъскаха влакове. За 30 декември пишеше, че влаковете спират. Аз дойдох в 17 часа и на другия ден те тръгнаха. Режим се готвеше и изведнъж светна. Това, което съм свършил за 24 часа между 30 и 31 декември, някои министри през целия си мандат не са го направили“.